# 王津 (足球裁判)
王津（1970年3月3日—），中国足球裁判，天津师范大学体育科学学院副教授。
2008年中国足球超级联赛中武汉光谷南益的退出与王津有关。第18轮，北京国安主场对阵武汉光谷南益，王津担任主裁判。接近完场时客队李玮锋踩踏主队路姜，后者报复前者，被王津罚下。事后北京国安认为裁判不公上诉中国足协，足协判二人各禁赛八场，引发武汉光谷不满退出联赛。事后有媒体认为王津对武汉光谷的退出负有责任，王津未能严格执法、及时给以警告，导致双方球员情绪失控，最后导致事态扩大。